# Raymond Philip Etteldorf
Raymond Philip Etteldorf (ur. 18 sierpnia 1911 w Ossian, zm. 15 marca 1986) – amerykański duchowny rzymskokatolicki niemieckiego pochodzenia, arcybiskup, pracownik Kurii Rzymskiej, dyplomata papieski.

## Biografia
Urodził się w rodzinie rolniczej. Jego dziadek Philipp Etteldorf był emigrantem z Niemiec.
8 grudnia 1937 w Rzymie otrzymał święcenia prezbiteriatu i został kapłanem rodzinnej archidiecezji Dubuque. Następnie pracował w archidiecezji Dubuque duszpastersko oraz jako redaktor tygodnika diecezjalnego. W latach 50. został pracownikiem Świętej Kongregacji ds. Kościołów Wschodnich. W 1959, po podróży po Bliskim Wschodzie, wydał książkę Kościół katolicki na Bliskim Wschodzie przetłumaczoną na kilka języków i będącą ważną pozycją opisującą problematykę katolików w tym rejonie świata. Ks. Etteldorf uchodził za eksperta w tej dziedzinie.
W październiku 1964 został przeniesiony do Świętej Kongregacji Rozkrzewiania Wiary. W 1967 został sekretarzem Prefektury Ekonomicznych Spraw Stolicy Apostolskiej.
21 grudnia 1968 papież Paweł VI mianował go delegatem apostolskim Nowej Zelandii i Wysp Pacyfiku oraz arcybiskupem tytularnym tyndarijskim. 6 stycznia 1969 przyjął sakrę biskupią z rąk Pawła VI. Współkonsekratorami byli sekretarz Świętej Kongregacji Rozkrzewiania Wiary abp Sergio Pignedoli oraz sekretarz Świętej Kongregacji ds. Biskupów abp Ernesto Civardi.
W 1973, po podniesieniu rangi delegatury, na czele której stał, został pronuncjuszem apostolskim w Nowej Zelandii oraz delegatem apostolskim Oceanu Spokojnego. 21 czerwca 1974 przeniesiony na urząd pronuncjusza apostolskiego w Etiopii. Na tej placówce był świadkiem obalenia monarchii, wojny domowej i czerwonego terroru. Opuścił etiopską placówkę w październiku 1982. Następnie pracował w Sekretariacie Stanu do przejścia na emeryturę 27 grudnia 1984.
Zmarł 15 marca 1986 i został pochowany w katedrze św. Rafała w Dubuque.